# Ronaldo Guiaro
Pour les articles homonymes, voir Ronaldo (homonymie).
Ronaldo Guiaro, plus communément appelé Ronaldo (né le 18 février 1974 à Piracicaba, Brésil) est un footballeur brésilien au poste de défenseur.

## Biographie
Ronaldo commence le football professionnel à Guarani, où il reste deux saisons. En décembre 1994, il décide de s'engager avec le club de Mineiro.
En 1995, il est Champion de l'Etat du Minas Gerais avec Mineiro. Il reste une saison de plus dans ce club et il est repéré par le Benfica Lisbonne, qu'il rejoint en 1996. Il arrive à Lisbonne pendant une période de vache maigre du club lisboète mais participe tout de même à une finale de la Coupe du Portugal en 1997 et il est vice champion du Portugal en 1998.
Joueur du Beşiktaş JK de 2001 à 2005, il remporte un championnat de Turquie en 2003 avec Pascal Nouma, joueur emblématique en Turquie, et joue une finale de Coupe de Turquie en 2002.
En 2006, il gagne avec Santos le Championnat de São Paulo.
Sans club pendant les 6 premiers mois de 2007, il s'engage en juin 2007 avec le club grec de l'Aris FC et atteint cette saison-là la finale de la Coupe de Grèce, finale perdue contre l'Olympiakos sur le score de 2-0. Il met un terme à sa carrière en 2011, après une autre finale de coupe perdue en 2010.
Joueur de l'équipe nationale olympique du Brésil, Ronaldo Guiaro remporte la médaille de Bronze aux Jeux olympiques d'Atlanta 1996.

## Palmarès
- Médaille de bronze aux Jeux olympiques d'été de 1996 avec le Brésil
- Champion de l'État du Minas Gerais en 1995 avec l'Atlético Mineiro
- Champion de l'État de São Paulo en 2006 avec le Santos FC
- Champion de Turquie en 2003 avec Beşiktaş
- Finaliste de la Coupe du Portugal en 1997 avec le Benfica Lisbonne
- Finaliste de la Coupe de Turquie en 2002 avec Beşiktaş
- Finaliste de la Coupe de Grèce en 2008 et 2010 avec l'Aris FC